# ويليام إي. كرو
ويليام إي. كرو هو محامي وسياسي أمريكي، ولد في 10 مارس 1870 في German Township, Fayette County, Pennsylvania ‏ في الولايات المتحدة، وتوفي في 2 أغسطس 1922 في يونيونتاون في الولايات المتحدة. نشط حزبياً في الحزب الجمهوري. وقد انتخب عضو مجلس الشيوخ الأمريكي ‏ عن دائرة Pennsylvania Class 1 senate seat ‏ وقد انضم خلال فترته النيابية ‏ (24 أكتوبر 1921 – 2 أغسطس 1922) للكتلة البرلمانية الحزب الجمهوري وانتخب عضو مجلس ولاية بنسيلفانيا ‏.